# Spes, ultima dea
Spes, ultima dea è un romanzo giallo storico scritto da Danila Comastri Montanari, pubblicato per la prima volta nel 1999 dalla Hobby & Work. In origine uscito come la settima avventura di Publio Aurelio Stazio in ordine di uscita, è ad oggi considerato la sesta in termini di ambientazione.

## Trama
Nel prologo, ambientato nella foresta teutonica del 26 d.C., un esercito romano riesce a difendere con vigore il suo accampamento dall'assalto dei barbari, non senza però il sacrificio del comandante Quinto Valerio Cepione. Uno dei suoi tribuni più fedeli, arrivato sul luogo della battaglia, riesce soltanto a constatare l'eroica morte del comandante, e gli dà una degna sepoltura insieme alla moglie.
Passano venti anni, ed arriviamo al 46 d.C. Publio Aurelio Stazio viene invitato a un banchetto del console Paolo Metronio, personaggio di spicco nella politica dell'impero. Giunto lì, Aurelio in persona rivede due compagni d'infanzia, insieme ai quali rievoca i "bei tempi andati". All'improvviso, però, l'atmosfera passa da gioiosa a tetra quando uno dei due amici viene trovato morto. Questa nuova indagine porterà Aurelio a scavare nella propria giovinezza, che nasconde un segreto pericoloso nel nome del quale vi è ancora chi è disposto a mentire, ingannare, persino uccidere...

## Personaggi
- Quinto Valerio Cepione: comandante dell'XI legione, ai tempi del 26 d.C., durante il principato di Tiberio. Muore nelle foreste teutoniche.
- Vera Claudiana: moglie di Valerio.
- Asselio e Rezio: centurioni al servizio di Valerio.
- Publio Aurelio Stazio: senatore romano, assistiti dai soliti Castore, Paride, Pomponia e Servilio.
- Paolo Metronio: console di nuova nomina, anche per questo personaggio di spicco nella politica dell'impero di Roma.
- Corellia: moglie di Metronio.
- Antonio Felice: un affarista.
- Antonio Tocullo: fratellastro di Antonio Felice.
- Balbina: moglie di Antonio Felice.
- Marco Valerio Cepione: figlio di Quinto, e comandante delle legioni d'Oriente.
- Gaia Valeria: sorella di Marco Valerio.
- Ciria: schiava di Gaia Valeria.
- Appio Ostillo: decano del Senato.
- Glafira: una cortigiana.
- Ebe: ancella di Glafira.
- Mummio: un pompiere.
- Leonzio: prefetto dei pompieri.
- Zenobia e Asteria: due fioriste.
- Agenore: un prigioniero germano.
- Pica: un'anziana serva.
- Lama: un lenone.
- Bestia e Dente: due popolani dell'Esquilino.

## Edizioni
- Danila Comastri Montanari, Spes, ultima dea, Hobby & Work, 26 novembre 1999,  p. 310, ISBN 978-88-7133-390-8.
- Danila Comastri Montanari, Spes, ultima dea, collana Oscar Mondadori bestsellers, Mondadori, 17 giugno 2014,  p. 264, ISBN 978-8804640110.